# Albert Bormann
Pour les articles homonymes, voir Bormann.
Albert Bormann, né le 2 septembre 1902 à Wegeleben et mort le 8 avril 1989 à Munich, est un officier allemand du NSKK, qui a atteint le grade de Gruppenführer (Generalleutnant) au cours de la Seconde Guerre mondiale.
Bormann a été un des aides de camp d'Adolf Hitler et était le plus jeune frère de Martin Bormann.

## Biographie
Albert Bormann est né le 2 septembre 1902 à Wegeleben (actuellement dans le land de Saxe-Anhalt) dans le Royaume de Prusse de l'Empire allemand. Il est né dans une famille Luthérienne, fils de Theodor Bormann (1862-1903), employé de la poste, et de sa seconde épouse, Antonie Bernhardine Mennong. Il a deux demi-frères et sœurs (Else et Walter Bormann) issus d'un premier mariage de son père avec Louise Grobler, décédée en 1898. Antonie Bormann a donné naissance à trois fils, dont l'un mourut en bas âge. Martin Bormann (né en 1900) et Albert, né deux ans plus tard, ont tous les deux atteint l'âge adulte.

### Carrière en tant que nazi
D'abord employé de banque (de 1922 à 1931), il rejoint le parti nazi et la SA en 1927. Il est Gauführer des Jeunesses Hitlériennes pour la région de Thuringe de 1929 à 1931.
En avril 1931, son frère Martin lui obtient un travail au Fonds d'aide du Parti Nazi à Munich. En octobre 1931, Bormann est rattaché à la chancellerie d'Hitler (Kanzlei des Führers) du NSDAP. Il est responsable des transactions directes d'Adolf Hitler avec le Parti Nazi et ses organismes associés. Albert Bormann est très différent physiquement de son frère aîné Martin. Il est grand, cultivé et évite de se mettre en lumière. Il croit qu'il sert pour le plus grand bien et n'a jamais utilisé sa position à des fins personnelles. Il est devenu ami avec le SS-Obergruppenführer Philipp Bouhler, le chef de la chancellerie (Der Chef der Kanzlei des Führers der NSDAP).
Hitler apprécie beaucoup Albert Bormann parce qu'il le trouve digne de confiance. En 1938, Bormann est rattaché à un petit groupe d'aides de camp qui ne sont pas subordonnées à Martin Bormann. La relation entre Martin et Albert est devenue tellement délétère que Martin fait référence à lui sans citer son nom, mais comme « l'homme qui suspend le manteau du Führer ». Quand les deux frères sont dans la même pièce ils ne s'adressent jamais la parole et s'évitent au maximum.
Plus tard, en 1938, Bormann est devenu le Chef du bureau Principal I : Persönliche Angelegenheiten des Führers (Affaires Personnelles du Führer) de la chancellerie du Führer (Kanzlei des Führers). À ce poste, Bormann a la charge d'une grande partie de la correspondance de routine de Hitler. Avant d'être choisie comme secrétaire privée d'Hitler, Traudl Junge a travaillé pour Bormann dans ce service après son arrivée à Berlin. À la même époque il devient député au Reichstag pour la circonscription de Berlin-ouest.
Le 20 avril 1945, pendant la Bataille de Berlin, Albert Bormann, l'Amiral Karl-Jesko von Puttkamer, le Dr Theodor Morell, le Dr Hugo Blaschke, les secrétaires Johanna Wolf, Christa Schroeder, et plusieurs autres ont reçu l'ordre de Hitler de quitter Berlin par avion pour rejoindre l'Obersalzberg. Le groupe a quitté Berlin par plusieurs vols de l'escadrille du Führer (Fliegerstaffel des Führers) au cours des trois jours suivants.

### L'après-guerre
Après la fin de la Seconde Guerre mondiale, Albert Bormann se cache sous le nom de Roth. Il travaille dans une ferme jusqu'en avril 1949, moment où il est arrêté. Il est condamné par un tribunal de dénazification de Munich à six mois de travaux forcés, avant d'être libéré en octobre 1949. Bormann n'aimait pas son frère Martin au point de ne jamais vouloir parler de lui dans les interviews réalisées après-guerre. De plus, il a refusé d'écrire ses mémoires. Albert Bormann est mort en avril 1989, à Munich où il résidait.

## Distinctions et décorations nazies
- Symbole d'or du parti nazi
- Médaille distinctive récompensant les années de service dans le parti (bronze et argent)

## Dans la littérature
Dans le roman Bleu de Prusse de Philip Kerr (2018), Albert Bormann est un personnage secondaire où sa détestation de son frère Martin est mise en avant, de même que les secrets qu'il détient sur d'importants responsables du Reich.